# ثيودور دبليو. غولدن
ثيودور دبليو. غولدن (بالإنجليزية: Theodore W. Goldin)‏ هو عسكري أمريكي، ولد في 25 يوليو 1858 في أفون في الولايات المتحدة، وتوفي في 15 فبراير 1935 في كينغ ‏ في الولايات المتحدة.